# Black-ish
Black-ish (estilizado como blackish) é uma sitcom de televisão estadunidense, criada por Kenya Barris. Foi exibida pelo canal ABC de 24 de setembro de 2014 a 19 de abril de 2022, ao longo de oito temporadas. A comédia gira em torno de uma família afro-americana de classe média alta, liderada pelos personagens de Anthony Anderson e Tracee Ellis Ross, que trazem questões pessoais e sociopolíticas como pautas principais. A série é coestrelada por Yara Shahidi, Marcus Scribner, Miles Brown, Marsai Martin e Jenifer Lewis.

## Elenco

### Elenco principal
- Anthony Anderson como Andre "Dre" Johnson Sr., um executivo de publicidade bem-sucedido que trabalha na empresa Stevens & Lido, e que deseja garantir um equilíbrio entre a cultura negra, e a educação ultra-suburbana e classe média alta de sua família. Casado com Bow, Dre é famoso por fazer compras compulsivamente, principalmente sapatos. Ele é frequentemente intimidado no trabalho por causa da cor de sua pele. Sua alma mater é Howard University
- Tracee Ellis Ross como Dra. Rainbow "Bow" Johnson, uma médica anestesista e esposa de Dre, que deseja ocupar um lugar maior na vida de seus filhos. Ela vem de uma família interracial, onde seu pai é branco e sua mãe é negra. Sua alma mater é Brown University
- Yara Shahidi como Zoey Johnson (principal, temporadas 1–3; recorrente, temporadas 4–8), a filha mais velha de Andre e Rainbow. Ela é uma adolescente estereotipada, se preocupando principalmente com a aparência e garotos, embora seja considerada a filha responsável. Shahidi deixou o elenco principal no final da terceira temporada para estrelar "Grown-ish", sua própria série spin-off
- Marcus Scribner como Andre "Junior" Johnson Jr., o segundo filho de Andre e Rainbow, considerado meio nerd. Ele normalmente não tem conhecimento adolescente, mas é inteligente e aprende diversas técnicas sociais com seu pai e irmãos relativamente superficiais
- Miles Brown como Jackson "Jack" Johnson, o terceiro filho mais velho de Dre e Rainbow, e gêmeo fraterno de Diane. Ele tem 13 anos e é tipicamente reservado, embora idolatre seu pai. Nas primeiras temporadas, ele se apoia em sua fofura, mesmo não sendo o filho mais inteligente
- Marsai Martin como Diane Johnson, a filha mais nova de Andre e Rainbow, e gêmea fraterna de Jack, que se considera mais inteligente e madura do que ele. Ela é frequentemente considerada má por sua família e amigos, intimidando todos que conhece, principalmente Charlie
- Jenifer Lewis como Ruby Johnson (principal, temporadas 2–8; recorrente, temporada 1), a mãe de Andre, que não se dá bem com Rainbow. Ela é fortemente religiosa e extrema defensora dos direitos dos negros em inúmeros problemas. Ela compartilha muitas características com Diane
- Jeff Meacham como Josh Oppenhol (principal, temporadas 2 e 6–8; recorrente, temporadas 1 e 3–5), o colega de trabalho de Andre, que é frequentemente desrespeitado e subvalorizado por seus pares, além de ser frequentemente racista
- Peter Mackenzie como Leslie Stevens (principal, temporadas 3–8; recorrente, temporadas 1–2), o chefe e co-proprietário da Stevens & Lido, que se envolve nas práticas veladas de racismo no ambiente de trabalho, fornecendo falas implícitas em relação às questões sociais
- Deon Cole como Charlie Telphy (principal, temporadas 4–8; recorrente, temporadas 1–3), o colega de trabalho e melhor amigo excêntrico de Dre. Charlie possui alguns segredos, como ter duas famílias, e seu caráter é bastante inconsistente. Ele muitas vezes se esquece de seu filho, Eustace. Cole também faz parte do elenco principal de "Grown-ish"
- August & Berlin Gross como DeVante Johnson (principal, temporadas 4–8; participação especial, temporada 3), o filho mais novo de Andre e Rainbow que aparece da 3ª temporada em diante. Bow descobre estar grávida dele em "Daddy Dre-Care". Ele nasce no episódio "Sprinkles"
- Katlyn Nichol como Olivia Lockhart (principal, temporadas 7–8; participação especial, temporada 6), a namorada de Junior. Eles tiveram um relacionamento quase sério por 2 anos, até o fim da relação no final da série

### Elenco recorrente
- Laurence Fishburne como Earl "Pops" Johnson, o pai de Dre e o ex-marido de Ruby, que mora junto com os Johnsons
- Anna Deavere Smith como Alicia Johnson, a mãe viúva de Rainbow, Santamonica e Johan
- Nelson Franklin como Connor Stevens, filho de Leslie Stevens que trabalha na Stevens & Lido
- Beau Bridges como Paul Johnson, o pai falecido de Rainbow, Santamonica e Johan
- Raven-Symoné como Rhonda Johnson, a irmã lésbica de Dre, que ainda não se sente confortável para discutir sua sexualidade
- Nicole Sullivan como Janine, a vizinha dos Johnsons
- Wanda Sykes como Daphne Lido, a esposa do sócio fundador da Stevens & Lido que assume como co-proprietária
- Allen Maldonado como Curtis Miller Jr., o colega de trabalho de Dre
- Catherine Reitman como Lucy, a colega de trabalho de Dre
- Elle Young como Sharon Duckworth, a noiva de Rhonda
- Daveed Diggs como Johan Johnson, o irmão de Rainbow e Santamonica
- Rashida Jones como Santamonica Johnson, a irmã de Rainbow e Johan
- Quvenzhané Wallis como Kyra
- Issac Ryan Brown como Dre (jovem)
- Faizon Love como Sha, o melhor amigo de infância de Dre
- Jennie Pierson como Sra. Davis
- Emerson Min como Mason

## Episódios
| Temporada | Temporada | Episódios             | Exibição original      | Exibição original    |
| Temporada | Temporada | Episódios             | Estreia de temporada   | Final de temporada   |
| --------- | --------- | --------------------- | ---------------------- | -------------------- |
|           | 1         | 24                    | 24 de setembro de 2014 | 20 de maio de 2015   |
|           | 2         | 24                    | 23 de setembro de 2015 | 18 de maio de 2016   |
|           | 3         | 24                    | 21 de setembro de 2016 | 10 de maio de 2017   |
|           | 4         | 23                    | 3 de outubro de 2017   | 15 de maio de 2018   |
|           | 5         | 23                    | 16 de outubro de 2018  | 21 de maio de 2019   |
|           | 6         | 23                    | 24 de setembro de 2019 | 5 de maio de 2020    |
|           | 7         | Especial              | 4 de outubro de 2020   | 4 de outubro de 2020 |
| 19        | 7         | 21 de outubro de 2020 | 18 de maio de 2021     |                      |
|           | 8         | 13                    | 4 de janeiro de 2022   | 19 de abril de 2022  |

## Produção

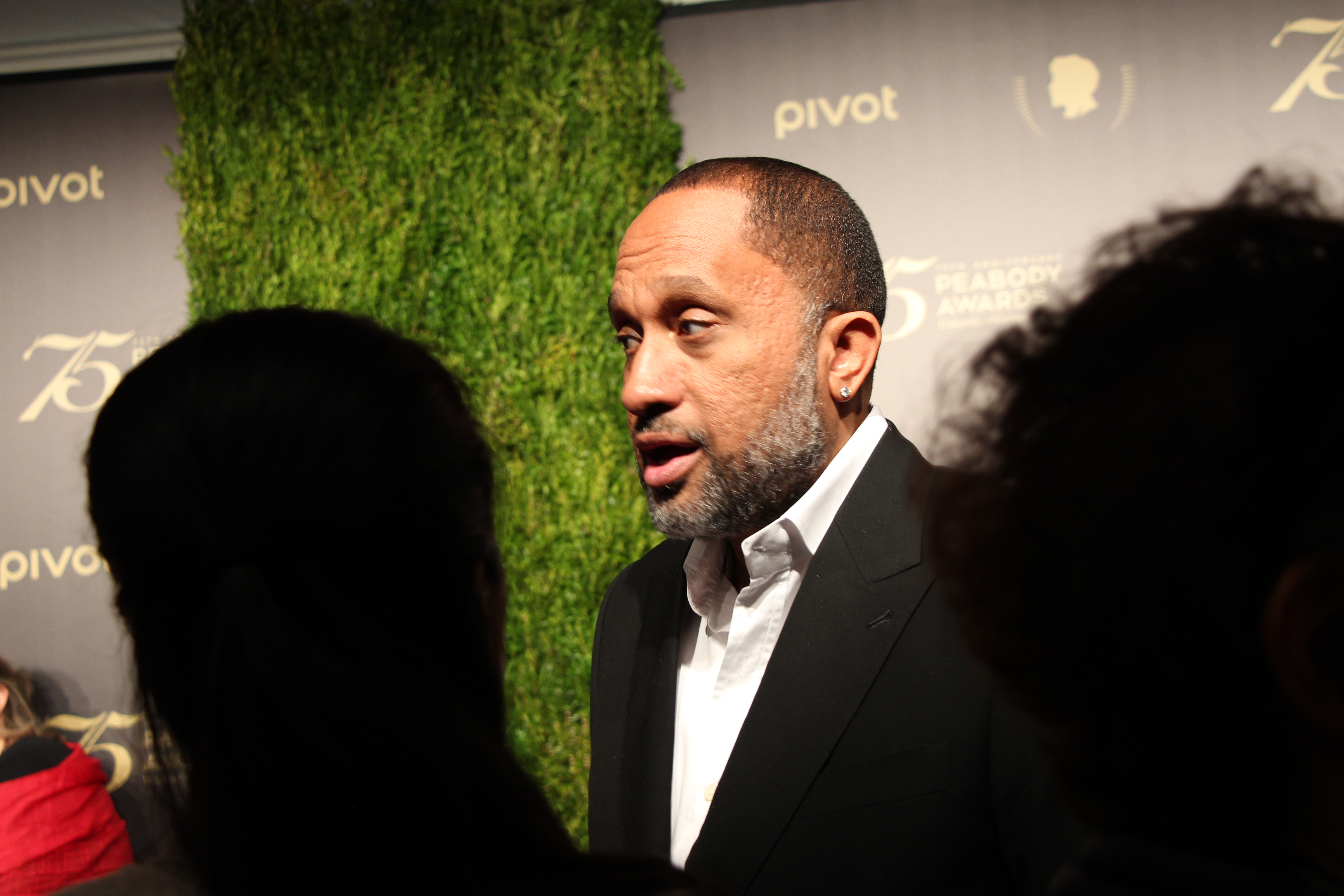
O criador da sitcom, Kenya Barris, durante o 75th Annual Peabody Awards, em maio de 2016.

### Desenvolvimento e escolha de elenco
"Black-ish" entrou em desenvolvimento pela primeira vez em outubro de 2013, quando foi relatado que o projeto, que estrelaria Anthony Anderson, teria uma reunião para a escrita do roteiro. Em 16 de janeiro de 2014, a ABC concedeu a autorização para a produção do episódio piloto. Duas semanas depois, Larry Wilmore se juntou ao show como showrunner. Em meados de fevereiro, Laurence Fishburne foi escalado no papel de pai do personagem de Anderson, e Tracee Ellis Ross foi escalada como a personagem feminina principal.

### Filmagens
O projeto começou em 16 de janeiro de 2014. Em 8 de maio de 2014, o canal de televisão ABC anunciou oficialmente que a série havia sido encomendada. Em 9 de outubro de 2014, a ABC encomendou uma temporada completa de 24 episódios.
Em 7 de maio de 2015, a série foi renovada para uma segunda temporada, que estreou em 23 de setembro de 2015. Em 3 de março de 2016, a ABC renovou a série para uma terceira temporada. Em 10 de maio de 2017, a ABC renovou a série para uma quarta temporada. Em 11 de maio de 2018, a ABC renovou a série para uma quinta temporada. Em 14 de dezembro de 2018, a ABC encomendou 2 episódios adicionais para a quinta temporada, elevando o total de episódios da temporada para 24 episódios. Em 2 de maio de 2019, a ABC renovou a série para uma sexta temporada. Em 21 de maio de 2020, a ABC renovou a série para uma sétima temporada. Em 23 de outubro de 2020, a ABC encomendou 6 episódios adicionais para a sétima temporada, elevando o total de episódios da temporada para 21 episódios. Em 14 de maio de 2021, a ABC renovou a série para uma oitava e última temporada.